# Metro cubo al secondo
Il metro cubo al secondo (m³·s−1, m³/s) è unità di misura del flusso nel SI equivalente a quello di un volume di un metro cubo che attraversa una superficie in un secondo. È solitamente usato per misurare la portata d'acqua nei fiumi e per misurare la portata d'aria negli impianti di ventilazione.

## Conversione
Un metro cubo al secondo è equivalente a:
- 1 000 litri al secondo
- 264,172051 galloni americani al secondo
- 35,314454 piedi cubi al secondo
- circa 1,305 iarde cubiche al secondo
- 31536000 m³ all'anno
- 1 113 676 621 piedi cubi all'anno